# Kawésqar
Pour la langue, voir Kawésqar (langue).

Régions habitées par les Kawésqars et les Yagans. En gris, frontière entre l'Argentine et le Chili. (Détail de "Pueblos indigenas de Chile")

Les Kawésqars ou Kaweskars (littéralement les « Hommes »), également appelés Alakalufs, Alacalufes ou Alacaloufes, sont un peuple autochtone de la zone australe du Chili. C'était un peuple nomade qui parcourait les chenaux fuégiens de la Patagonie occidentale, entre le golfe de Penas et le détroit de Magellan, se déplaçant aussi dans les chenaux que forment les îles qui sont à l'ouest de la grande île de la Terre de Feu (la péninsule de Brunswick et l'île Wellington, l'île Santa Inés et l'île Desolación) et au sud du détroit.

## Étymologies
Selon l'historiographie européenne, le terme « Alakaluf » serait une dénomination péjorative dérivée du yagan halakwulup, « mangeur de moules », bien qu'en fait halakwulup signifie « Hommes de l'Ouest aux couteaux en coquilles de moules », ce qui se comprend lorsque l'on sait que les moules cholgas qu'ils ramassaient sont très grandes (jusqu'à 17 cm de long) et ont des valves très solides. Selon Jean Raspail dans son roman Qui se souvient des hommes..., le mot Alakaluf aurait été compris par les Européens comme une forme de mendicité auprès des navires de passage : alakaluf ! alakaluf ! (« donne-moi ! donne-moi ! … », mais tous ces peuples, comme les Polynésiens, ne mendiaient pas : ils souhaitaient échanger des produits frais (et parfois aussi des femmes de condition servile) contre des outils en fer et des armes. On a aussi appelé les Kawésqars Pécherais, déformation du terme de la langue kawésqar pektchevé par lequel ils désignaient tout homme étranger, potentiellement dangereux[réf. nécessaire].
Nomades de la mer, ils vivaient sur leurs canots et pirogues, parfois assemblées en catamarans, à la recherche de coquillages et fruits de mer le long de la côte. C'était le groupe ethnique le plus important des Amérindiens de la région fuégienne.

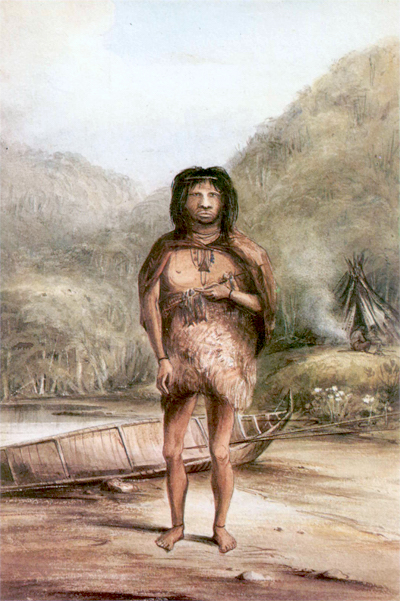
Fuégien : un natif de la Terre de Feu, vu par Charles Darwin (Second voyage du HMS Beagle). On aperçoit un canoé et une hutte (tchelo).

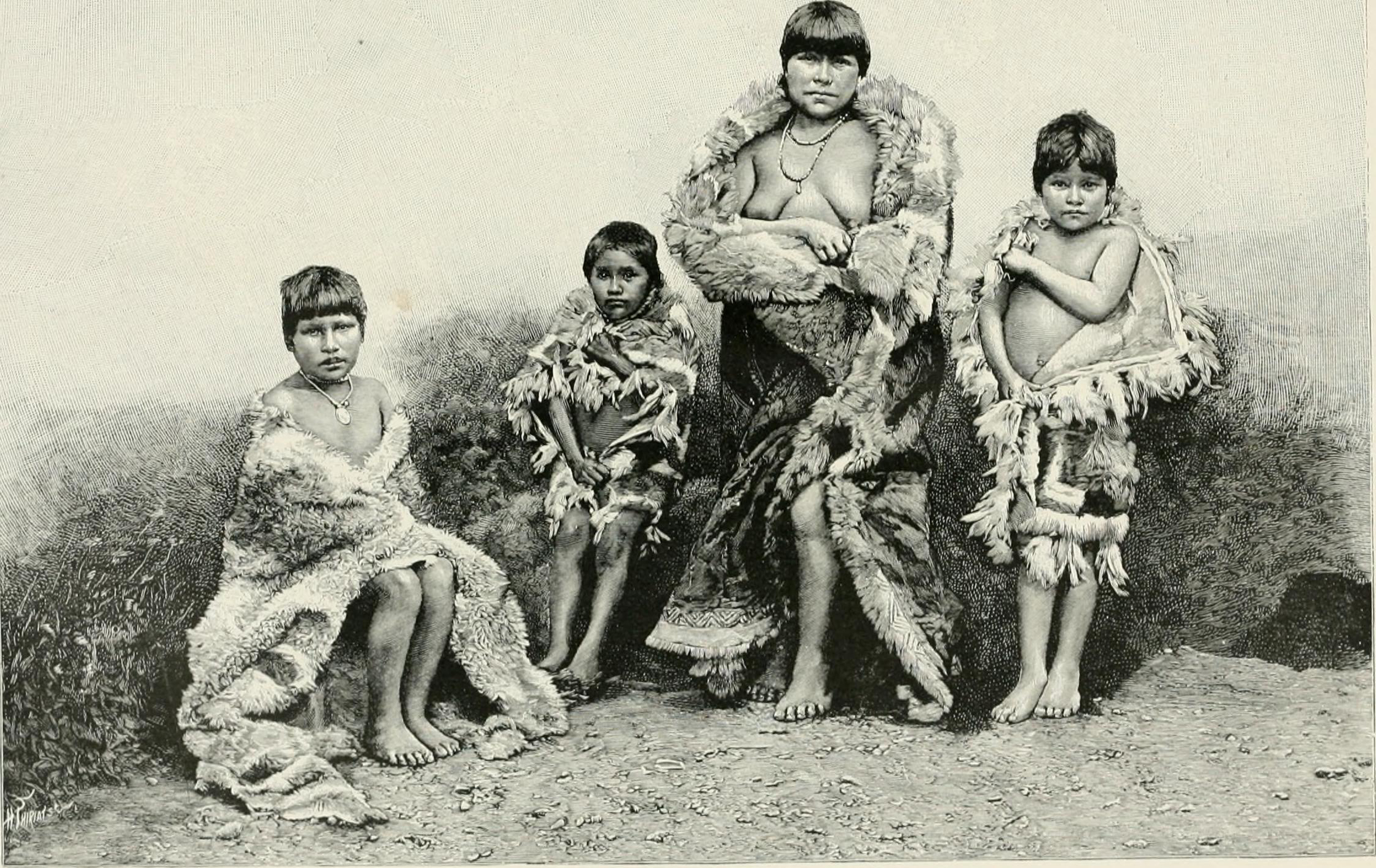
Famille kawésqar.

## Environnement fuégien

### Géographie
Le milieu de vie de ce peuple se trouve sur le versant pacifique des Andes méridionales, sur 2 000 km de long. Il est constitué par une multitude de presqu'îles, d'îles et d'îlots délimitant un labyrinthe de chenaux et de fjords dangereux pour la navigation hauturière, mais accessibles avec leurs embarcations. Cet ensemble constitue :
- au nord, les archipels de Patagonie occidentale ;
- au sud, les archipels de la Terre de Feu.

Du golfe de Penas (47° 09′ de latitude Sud) au cap Horn (55° 55′ de latitude Sud), ce sont près de 9° de latitude ou 540 milles marins ou 1 000 kilomètres du nord au sud, à vol d'oiseau.
Il n'y a pratiquement pas de plaines côtières et très peu de plages. Les côtes abruptes des îles et des îlots, là où elles sont abritées des vents dominants, sont recouvertes par une forêt vierge dite magellanique, au-dessus du niveau des hautes marées jusqu'à 300 à 400 mètres de haut. Au-dessus s'étend la zone des marécages, tourbières et lichens. Puis viennent les roches nues, suivies des glaciers et des neiges éternelles. En dessous s'étend l'estran défini par le marnage, principale zone de collecte de la nourriture des Kawésqar.
Les sommets de la Cordillère des Andes culminent à :
- Fitz Roy 3 375 mètres,Drapeau de la communauté Kawésqar[4] (symboles représentant les peintures rupestres trouvées dans une grotte, le bleu le ciel, le blanc la neige et les glaciers, le vert la forêt)
- Murallón 3 600 mètres,
- Bertrand 3 270 mètres,
- Stokes 3 280 mètres (ou cerro Mayo[5]),

Drapeau de la communauté Kawésqar (symboles représentant les peintures rupestres trouvées dans une grotte, le bleu le ciel, le blanc la neige et les glaciers, le vert la forêt)

- Cordillère Darwin avec le Mont Sarmiento 2 300 mètres.

### Climat
Le climat océanique froid et humide de cette région alterne vents violents, pluies et neiges, vagues énormes et de tempêtes furieuses. Les vents y sont d'une violence rarement constatée en d'autres parties du monde, les pluies y sont presque quotidiennes, la température moyenne varie de 0 à 5 °C pendant la saison froide (hiver austral) et de 5 à 10 °C pendant la saison chaude (été austral).
Habitués à ce climat, les Kawésqar, à 3 °C la nuit, dormaient traditionnellement nus mais enduits de graisse de phoque ou d'otarie, dans leurs tchelos (huttes), en maintenant leur température constante sans frissonner, serrés les uns contre les autres sous des peaux d'otarie[réf. nécessaire] et grâce à un métabolisme accru de 30 à 40 %. Dans les populations humaines acclimatées au froid, la thermogenèse sans frisson, pour lutter contre le froid, n'augmente le métabolisme que de 20 à 25 %.

### Faune
La faune marine est fort riche en :
- coquillages (moules-cholgas, coques, palourdes…), autres mollusques (patelles, céphalopodes), oursins, crustacés (balanes, crevettes, pollicipes…) et poissons ;
- oiseaux en quantité (manchots, canards et oies sauvages, mouettes, pétrels et goélands) et leurs œufs ;
- mammifères marins (cétacés échoués, phoques et otaries) qui ont, pendant des millénaires, fourni aux pêcheurs des archipels à la fois leur alimentation de base et une partie importante de la matière première de leur équipement (os, coquilles, cuir, fourrures).

La faune de la forêt, en revanche, est très pauvre : quelques cervidés (huémuls) dans les grandes îles et sur le continent avec quelques carnassiers (pumas) et seulement, sur le continent, des camélidés sur les côtes de la Terre de Feu et de l'île Navarino. Il subsiste des ragondins et des loutres à l'embouchure des rivières.

### Flore
À 2 à 3 mètres au-dessus du niveau des marées, la forêt magellanique est un entrelacs d'arbres rabougris et pourrissants. Les quelques grands arbres (coïgue) sont assaillis par des lianes immenses, des lichens et des mousses. C'est un milieu hostile à l'homme, les expéditions à venir, après Magellan, en feront la triste expérience.
La flore marine est caractérisée par de grandes algues brunes ou (Wiro) qui balisent les côtes dangereuses et signalent le sens et l'intensité des courants[réf. nécessaire].

## Origine
Pour un article plus général, voir Premier peuplement de l'Amérique.

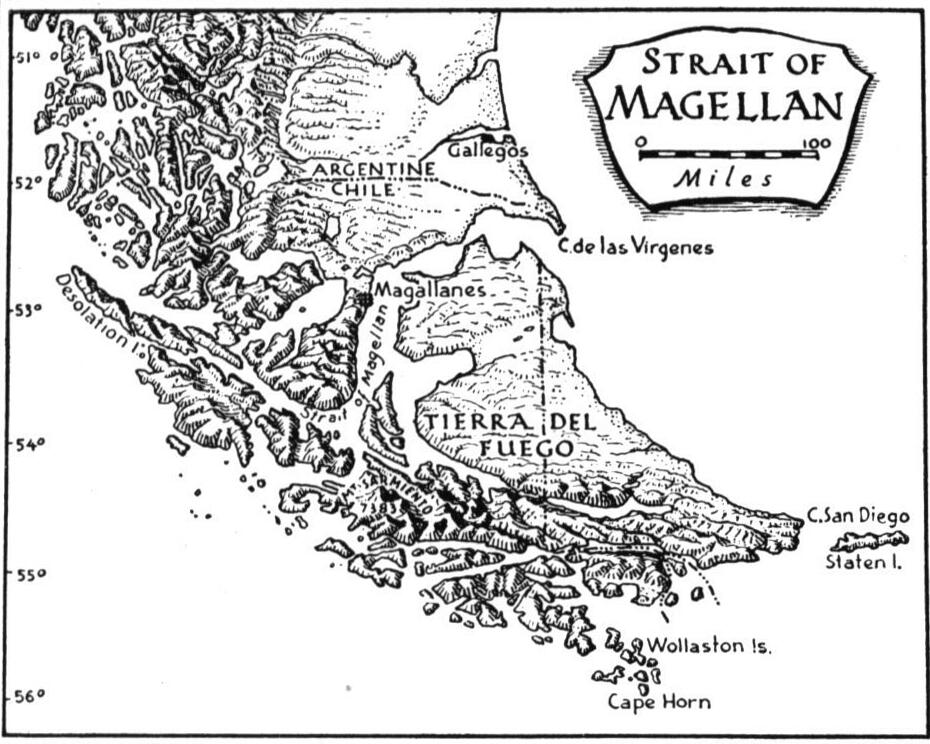
Vue partielle du territoire kawésqar

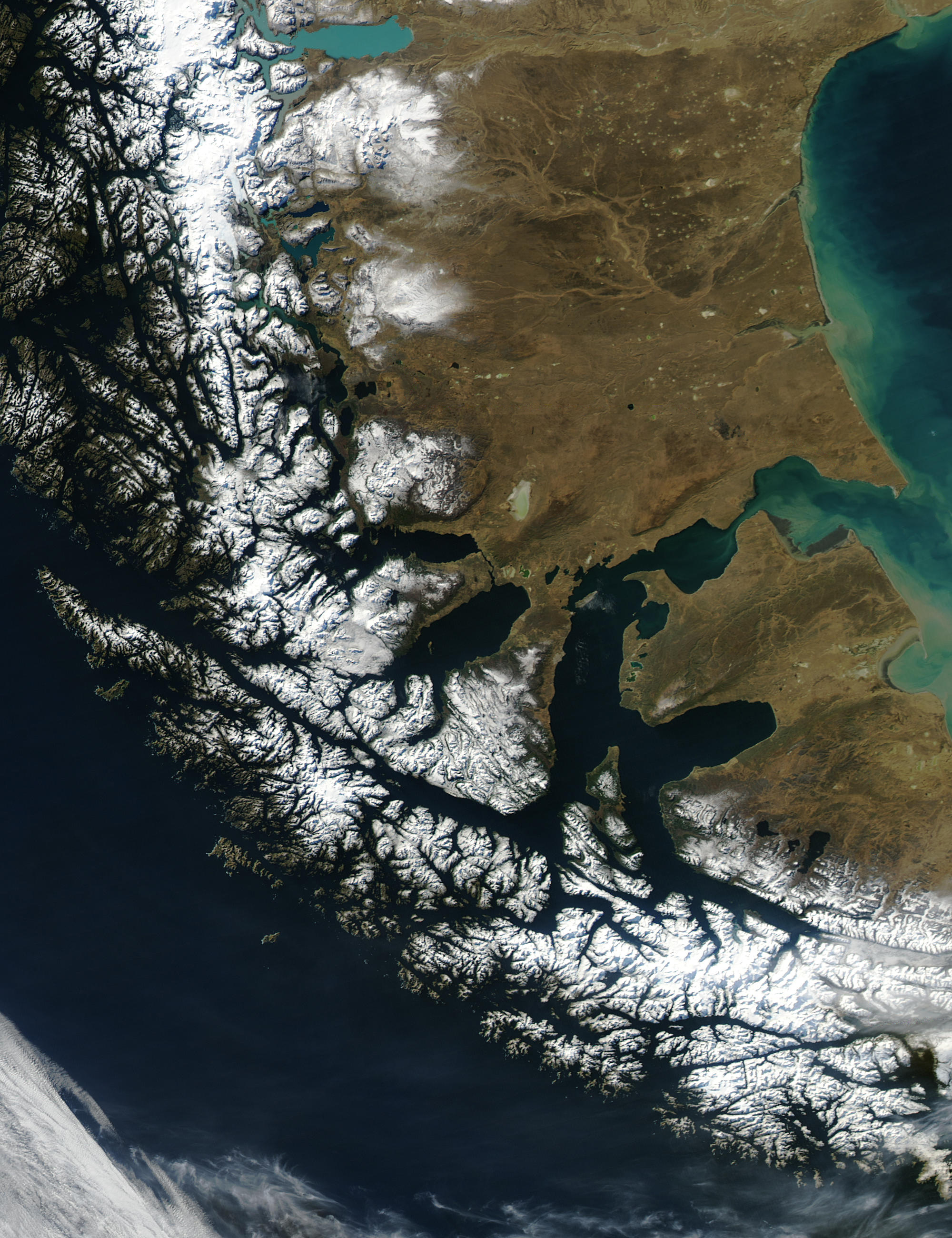
Détroit de Magellan et territoire des kawésqar

La zone de nomadisation des Kawésqars était immense, mais on peut dire qu'ils tournaient autour de deux points :
- l'un sur la rive sud du détroit de Magellan, l'île Clarence ;
- l'autre dans la partie sud du golfe de Penas, sur l'îlot Solitaire dans l'archipel de las Guaitecas.

La raison de leurs passages à ces deux points est l'obtention du feu : les Kawésqars en avaient besoin soit pour cuire leurs aliments, soit pour se chauffer lorsque les températures descendaient en dessous de zéro. En effet, ces deux points sont des gisements de pyrite de fer, minéral dont ils tiraient les étincelles qui enflammaient leurs combustibles (lichens, graisse de baleine, bois séchés).

## Histoire
On estime que les ancêtres des Kawésqars occupent leur aire de nomadisation depuis environ 6 000 ans. Il y a deux hypothèses au sujet de leur arrivée, venant du nord, dans leur habitat. L'une est qu'ils auraient suivi par la mer la voie des chenaux chilotes, qu'ils franchirent vers le sud, traversant l'isthme d'Ofqui. L'autre dit qu'ils seraient arrivés par voie de terre d'abord sur les rives du détroit de Magellan et que de là, ils auraient suivi vers l'ouest les canaux de la Patagonie jusqu'au golfe de Penas.
La rencontre des Kawésqars avec les découvreurs européens est récente. Comme ailleurs, l'arrivée des hommes blancs signifia l'introduction de maladies jusque-là inconnue (comme la grippe), des armes en fer, voire à feu (qui firent des ravages dans les conflits entre clans) et des boissons alcoolisées[réf. nécessaire].

### Premiers contacts
À la charnière de deux siècles (XVe – XVIe siècle), des récits de navigateurs égarés font état de « rencontres curieuses » dans des mers australes[réf. nécessaire]. Le prince portugais Henri le Navigateur, à Sagres, pressentait un passage vers l'ouest[réf. nécessaire]. Les récits sont soigneusement compilés, analysés et recoupés à Nuremberg par le géographe Martin Behaim. Quelques initiés soupçonnent le passage vers la mer de l'ouest[réf. nécessaire]. La fantastique Terra incognita recule devant ces récits[réf. nécessaire].
Les premiers Européens arrivant en contact avec les Kawésqars seront, après le voyage de Magellan, les Espagnols de l'expédition de García Jofre de Loaísa. Ceux-ci aperçurent des indigènes le 22 avril 1526, vraisemblablement des Kawésqars, sur la côte sud de l'extrémité occidentale du détroit de Magellan  :

« Ces Indiens brandissaient des torches, et certains d'entre nous craignaient qu'ils ne viennent incendier les navires. Ils n'osaient pas s'approcher, mais nous ne pouvions les poursuivre avec les chaloupes car ils nous distançaient dans leurs canots. »

— Extrait du journal de bord de l'expédition

### Les circumnavigateurs
C'est l'époque où Christophe Colomb aborde l'Amérique. En 1513, Balboa traverse l'Isthme de Panama. En 1550, Pedro de Valdivia longe la côte du Chili et atteint le golfe de Penas, désert. Enfin, Fernand de Magellan, commandant cinq navires espagnols, arrive dans l'hiver austral 1520. Il hivernera à Puerto San Julián, sur la côte de Patagonie. Il pénètrera dans le détroit éponyme et croisera, dans le second goulet, une pirogue. Estimant que les gestes et cris des indigènes du rivage étaient hostiles, l'amiral fera tirer au canon sur eux : ils répliquèrent par des flèches qui ne portèrent pas[réf. nécessaire].
Pourtant, après Magellan, de 1526 à 1560, plusieurs tentatives échouèrent pour pénétrer le dédale d'îles et de chenaux :
- Sebastián Elcano (1526) ;
- Sébastien Cabot (1536) ;
- amiral Alcoçoba (1533) ;
- Francisco de Camargo (1540) ;
- Juan Ladrillero (1560) : début des reconnaissances du labyrinthe des chenaux.

### Premier établissement

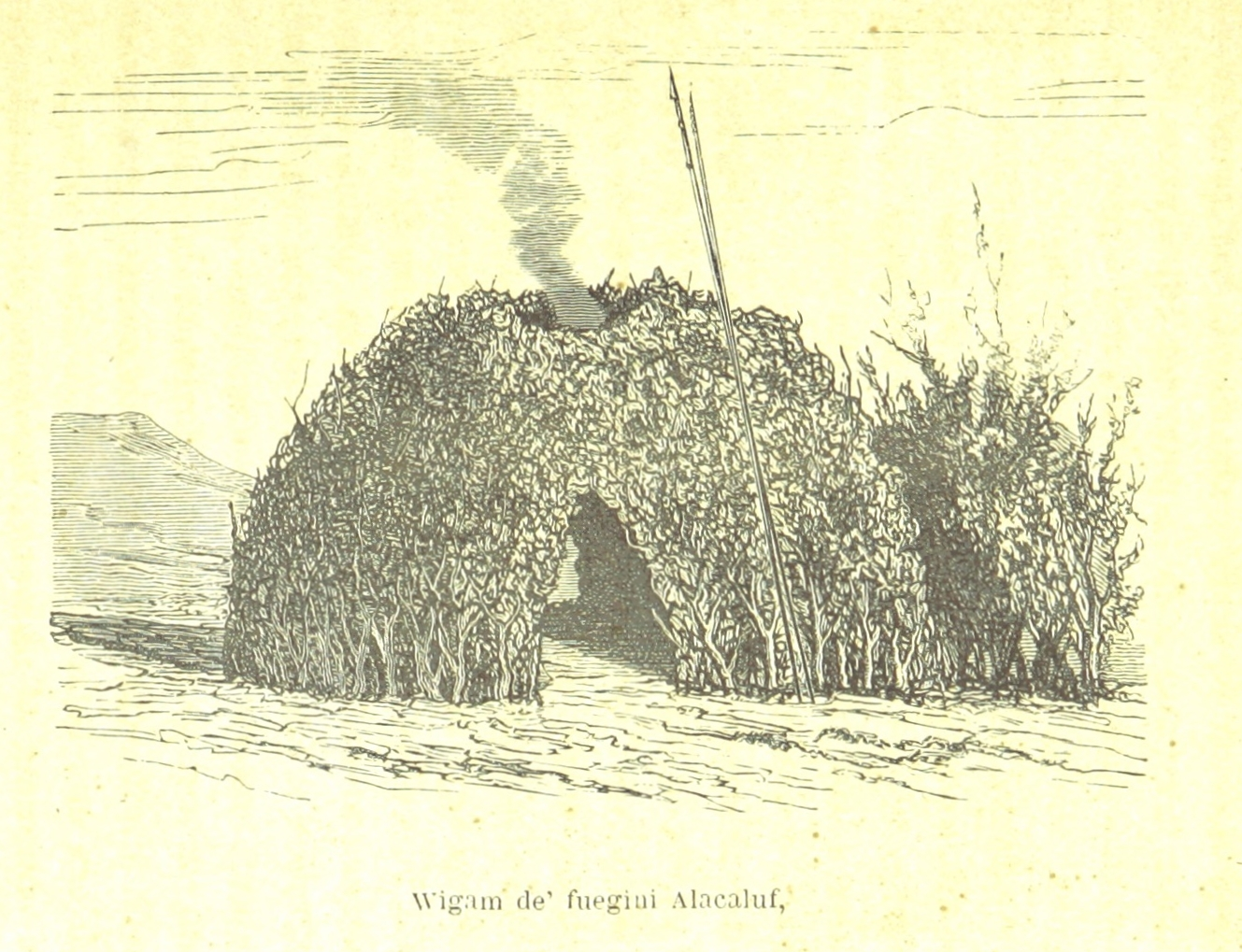
Hutte kawésqar tchelo

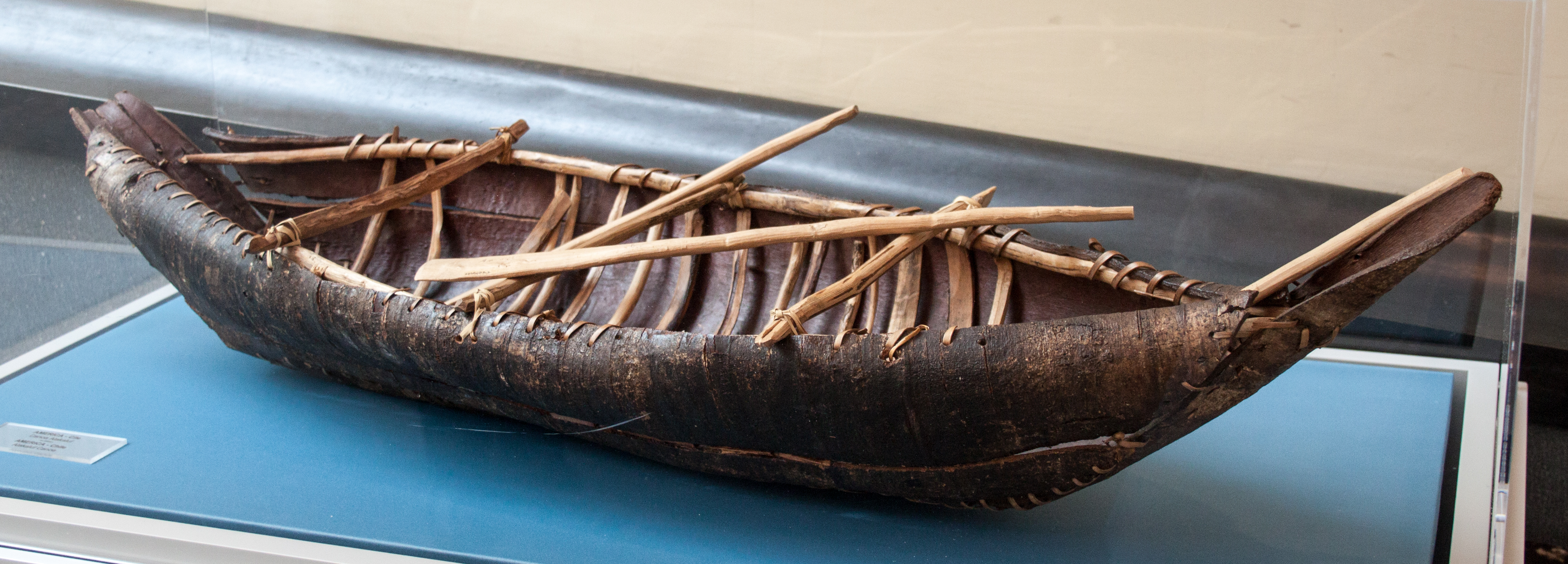
Canoé kawésqar

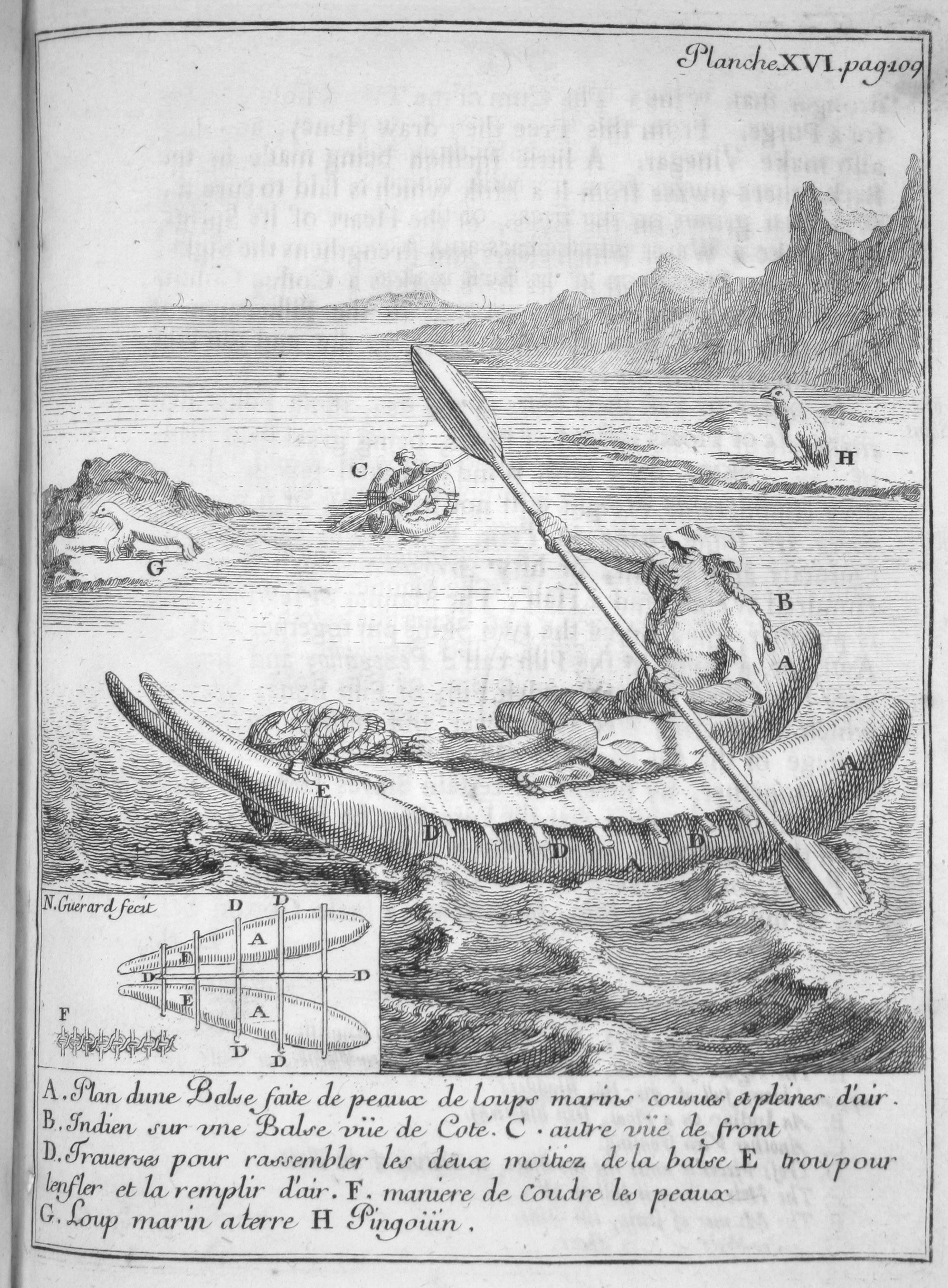
Utilisation du canoé par les kawésqar

Pedro Sarmiento de Gamboa, venant du Pérou, va parcourir le détroit de Magellan d'ouest en est. Il revient de Cadix le 2 février 1584 avec le seul navire restant. Il installe la « Colonia del nombre de Jesús » au Cap Virgenes puis un nouveau camp plus sûr, la « Ciudad del Rey Don Felipe », situé plus à l'ouest dans le détroit au sud de l'actuelle ville Punta Arenas. Ces colonies ne purent survivre à la rigueur du climat et à la malnutrition, car les colons considéraient les autochtones comme des « païens » et des « bêtes sauvages » n'ayant rien à leur apprendre, et leur mépris déboucha rapidement sur un état de guerre : les colonies furent attaquées et pillées par les Kawésqars qui subirent les tirs ordonnés par le capitaine général Andrés de Viedma[réf. nécessaire].
Après la mort du dernier survivant européen, les Kawésqars considérèrent les colonies désertées comme des ressources de matériaux et alimentaires, démontant les bâtiments et faisant des corps mal enterrés du cimetière et de celui d'une femme pendue au gibet comme « sorcière », le même usage gastronomique que d'une baleine échouée faisandée. Ils bénéficièrent aussi de tous les objets en fer abandonnés (haches, couteaux, épées...). Puis ils marquèrent ces endroits comme tabou, mais furent surpris par une arrivée inopinée d'Européens avant de quitter les lieux. Lorsque ces Européens s'aperçurent de ce qui était pour eux du pillage, de la destruction gratuite et du cannibalisme, ils en furent horrifiés et écœurés : la réputation de « bêtes féroces » des Kawésqars en fut renforcée[réf. nécessaire]. En 1586, le navigateur et corsaire anglais Thomas Cavendish découvrit trois survivants européens dans les restes du fort de la 2e colonie qu'il renomma Puerto del Hambre. Il se livrera, avec ses marins, à une chasse à l'homme vengeresse et systématique sur les Kawésqars.

### Suite des contacts
Au XVIe siècle, quand s'établirent les premiers contacts avec l'homme blanc, la population était estimée à 3 000 personnes.
À la fin du XVIIIe siècle, la zone commença à être fréquentée par un grand nombre de navires baleiniers et de chasseurs de phoques, pour la plupart britanniques et nord-américains. À partir de cette époque, les Kawésqars, déjà en partie décimés, commencèrent à contracter les maladies qui les conduiront à leur déclin numérique.

### Premières observations
Sous les noms de Pécherais ou Fuégiens, les Kawésqars furent observés ou simplement rencontrés par différents navigateurs.
Entre 1764 et 1766, sir John Byron, commodore britannique d'une flottille d'exploration comprenant le HMS Dolphin (capitaine Lovecraft) et la corvette HMS Tamar (capitaine Wallis), fait escale face aux îles Charles III. Byron est un rescapé du naufrage, en 1741, du HMS Wager (capitaine Cheap) : il avait été « adopté » par un clan kawésqar, ce qui lui avait sauvé la vie et donné un point de vue plus objectif que celui des colons de Sarmiento de Gamboa. Il relata son aventure dans un livre qui connut un grand succès et décrivit la vie du clan . Son retour à l'île Charles III lui permet un contact assez amical des indigènes qui seront reçus à bord de son navire.
En 1768, Bougainville relâche dans la baie Fortescue face aux îles Charles III, avec son navire La Boudeuse. Puis viendront James Cook, Charles Darwin à bord du HMS Beagle (capitaine FitzRoy), Dumont d'Urville et Paul-Émile Lafontaine.

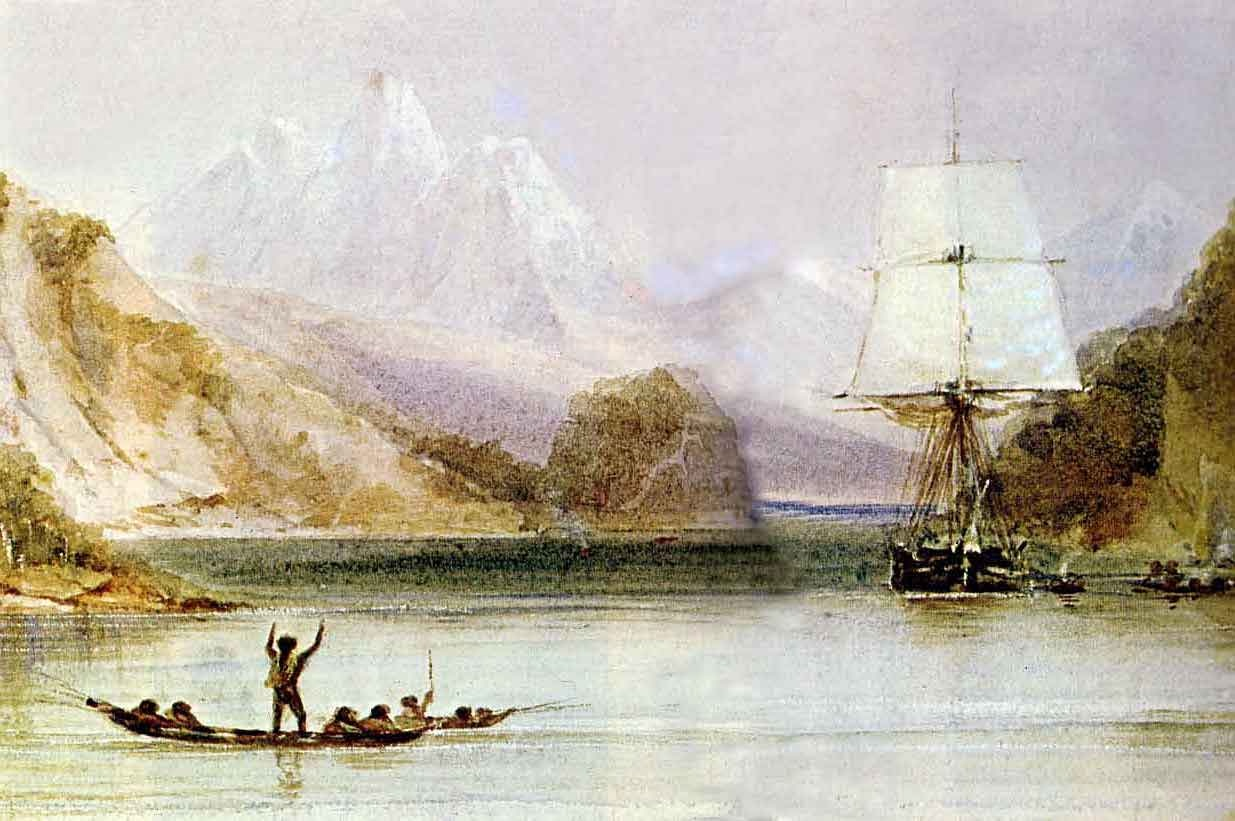
HMS Beagle dans les eaux de la Terre de Feu, salué par les autochtones fuégiens. Peinture de Conrad Martens qui devint l'artiste du navire en 1833. En arrière-plan, vers le sud, le champ de glaces du mont Sarmiento (Cordillère de Darwin).

Le capitaine Robert FitzRoy effectue en 1830 et à partir de 1831 deux explorations des régions habitées par les peuples Kawésqar et Yagan, avec à son bord lors du second voyage le jeune Charles Darwin et trois Yagans qu'il avait emmenés en Angleterre. Darwin rapportera de ce voyage de longs chapitres de son journal de tour du monde à bord du HMS Beagle.

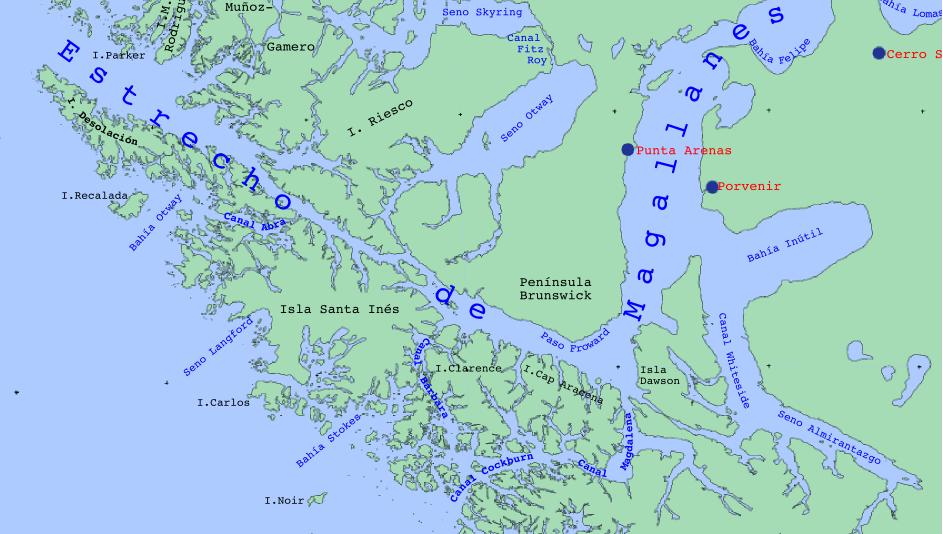
Localisation de l'île Dawson dans l'archipel de la Terre de Feu.

Les maladies apportées par les équipages, explorateurs, missionnaires et autres voyageurs, ainsi que les éleveurs de bestiaux de la Terre de Feu arrivés à la fin du XIXe siècle ont tué une grande partie des Kawésqars.

### Traitements infligés par les Européens et les peuples voisins
Déjà au temps de Pedro Sarmiento de Gamboa, les Européens considéraient les Kawésqars et leurs voisins yagans, selknams et mapuches comme des sauvages d'apparence simiesque, repoussants de saleté et sentant horriblement mauvais, car en fait ils s'enduisaient de graisse de phoque ou d'otarie pour mieux résister au froid.
L'amiral hollandais Jacob l'Hermite, en 1624, faisait canonner les Kawésqars pour « distraire » ses hommes. Le capitaine corsaire hollandais de Weert est cité comme ayant fait enlever « une toute jeune fille, une enfant » kawésqare qui fut ramenée à Amsterdam et vendue à une « maquerelle » de maison close[réf. nécessaire].
Au XIXe siècle, des métis phoquiers chilotes fréquentaient la région, où ils commirent des assassinats et des viols de Kawésqars. À compter de 1870 commença la grande mode des Zoos humains en Europe et en Amérique du Nord, qui dura jusqu'au premier tiers du XXe siècle. Des familles entières furent enlevées sur commande, parfois de sociétés « scientifiques », mais le plus souvent de commerçants qui les rentabilisaient en les exhibant jusqu'à la mort. Les voyages vers l'hémisphère Nord pouvant durer de 4 à 6 mois, il arriva souvent que les personnes enlevées, sous-alimentées et maltraitées, tombent malades et meurent. À titre d'exemple, en 1881, onze Kawésqars ont été emmenés à Paris pour être exhibés au Bois de Boulogne et au Jardin zoologique de Berlin. Seuls quatre d'entre eux ont survécu à ce voyage et ont pu revenir au Chili. Les restes des cinq autres ont été rapatriés de l'Université de Zurich (Suisse), au début de 2010. À propos de ce fait, le président chilien s'est excusé au nom de l'État pour avoir laissé déporter et maltraiter ces personnes, déjà citoyennes chiliennes à l'époque.
En 1900, les survivants étaient estimés à 1 000 kaweskars, et en 1924 à 250.

### Histoire contemporaine
À la fin du XIXe siècle, en 1895, des missionnaires salésiens sont envoyés par Mgr Fagnano, préfet apostolique de Patagonie. Ils obtinrent la concession de l'île Dawson (Baie Harriss) où ils établirent une mission dans le but d'évangéliser, sédentariser, habiller et ainsi « protéger, soigner et rendre pudiques » les indigènes de cette zone. Avec eux commença le processus d'acculturation qui accentua la mortalité, car ne sachant pas vivre en sédentaires, les Kawésqars devinrent dépendants des Européens pour subsister, et prirent froid pour la première fois de leur histoire, car le vêtement européen restait humide en permanence, contrairement à la graisse de mammifère marin. Par ailleurs la langue kawésqar commença à reculer au profit de l'espagnol.
En 1937, le Chili créa une base aérienne à Puerto Edén. Le premier chef de station, le sergent Carlos Gaymer Gómez, arriva accompagné de son épouse et de sa belle-mère. Ils demeurèrent là jusqu'en avril 1950 de manière continue. Cette famille se dévoua pour éduquer et former les Kawésqars sédentarisés autour du poste. Elle adopta deux enfants. Le dernier partit vivre aux États-Unis d'Amérique, à New York.
À la fin de l'année 1940, le gouvernement autorisa « Carlito », un jeune Kawésqar de 10 ans, de son nom kawésqar Terwa Koyo et de son nom espagnol Lautaro Edén Wellington, distingué par sa vivacité et son intelligence, à partir, avec l'autorisation de ses parents, à Punta Arenas, étudier sous la tutelle des religieux Salésiens. Le Président de la république chilienne lui accorda son parrainage. Il termina ses études à Santiago et entra à l'École des Spécialistes des Forces aériennes. Il se maria en 1948 avec l'infirmière Raquel Toro Vilches, puis revint vivre à Puerto Edén, sans son épouse, avec le grade de caporal-mécanicien de 2e classe. Admiré par ses pairs, il leur donna une organisation de troupe militaire qu'ils acceptèrent avec enthousiasme sous l'effet de son prestige, mais après quelques mois, il déserta pour retourner à la vie nomade, suivi par la quasi-totalité des jeunes de Puerto Edén . Il mourut en 1953 dans le naufrage de son canot. Il demeura comme un personnage admiré de ses compatriotes Kawésqars.

### Déclin et renouveau
En 1992, on décompta 60 Kawésqars vivant à Punta Arenas et surtout à Port Eden. En 2000, il n'y avait plus que 14 Kawésqars non-métissés. Au fil du temps, cette population n'a cessé de diminuer. En 2022 il ne restait que trois survivants, âgés, vivant à Puerto Eden. Actuellement, des membres de ce peuple réunis en communautés revendiquent des droits, dont celui de naviguer librement dans les fjords, îles et canaux de leurs ancêtres.

## Culture

### Organisation sociale
L'unité de base est la famille, indissociable de son canot ou de sa pirogue (parfois double, selon le nombre de personnes), à la recherche de sa nourriture. Occasionnellement, les familles se regroupent par deux ou trois pour une tâche spécifique. Ces rencontres sont l'occasion d'échanger des jeunes femmes et hommes. À terre, la famille construit une hutte (tchelo) assez confortable avec des armatures en bois de chêne ou de canelo recouvertes de peaux de phoques ou de nutria.

### Le canot
Le canot était la pièce la plus importante et appréciée du patrimoine culturel des Kawésqars. Son armature était faite de bois ou d'os de cétacés, son bordage d'écorces, de préférence de coïgue et de peaux de mammifères marins. Il pouvait être manié à la pagaie ou à la voile (de peau) et comporter un toit d'écorce. La longueur variait de 8 à 9 mètres. C'était la demeure flottante d'une famille pendant une bonne partie de l'année. Au XIXe siècle, sous l'influence des chasseurs chilotes, les Kawésqars commencèrent à les construire à partir d'un unique tronc d'arbre évidé, semblables au bongos et pouvant être traînés à terre, tirés par un animal.

### Technologie et outils
On peut parler de technologie à propos de ce peuple. Il a maîtrisé le travail de la pierre, du bois, de l'os et des tendons de baleine, des coquilles de mollusques (moules géantes ou cholgas) ainsi que des peaux de loutres et de phoques. Avec ces matériaux, il a confectionné des flèches, des arcs, des frondes, des harpons et des couteaux, ces derniers ont servi à travailler les troncs avec lesquels ils fabriquaient des canots. Avec des fibres végétales, ils fabriquaient des paniers et des corbeilles.
Ce peuple a maîtrisé l'art de construire des canots à rames capables d'affronter les mers australes, à partir de troncs de coïgue ou Hêtre austral avec un outillage datant de l'âge de la pierre[réf. nécessaire].
La connaissance du métal a été apportée par les contacts avec les hommes blancs.

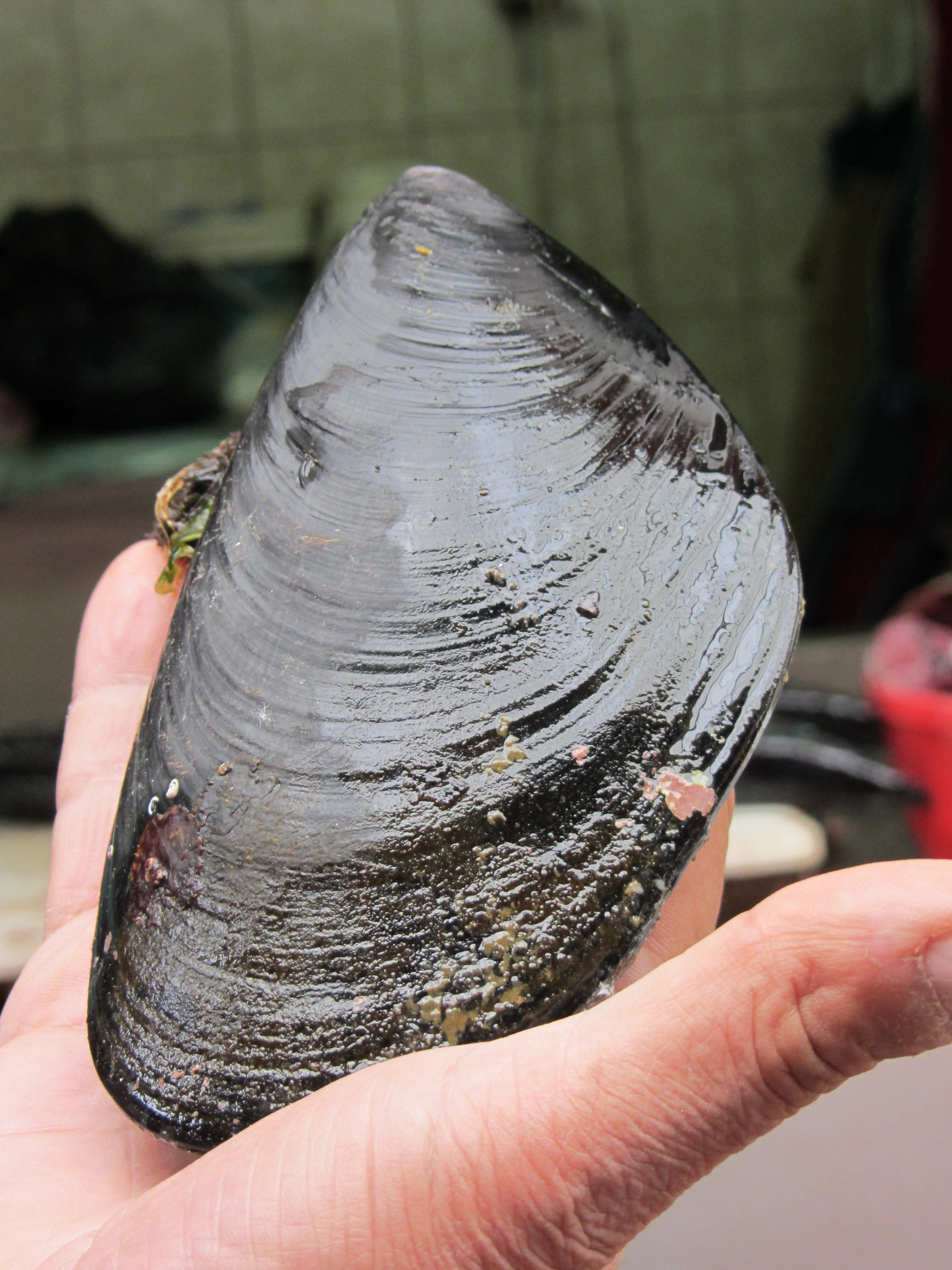
Cholga, une grosse « moule de Magellan », sur le marché de Puerto Montt

### Mythologie et croyances
Les principales divinités de la mythologie étaient :
- Alel-Cesislaber, un esprit géant, puissant et bon, qui se lie à une famille ou un clan pour en devenir le protecteur, en échange d'offrandes[21]. Les missionnaires lui ont substitué le Dieu unique des chrétiens.
- Alp-láyp[22] (ou Arka kercis), un autre bon esprit qui apporte de la nourriture et des avantages, par exemple en faisant s'échouer une baleine ou un navire européen plein d'outils en fer et de nourriture.
- Ourkan, un esprit guérisseur, qui guide et inspire les chamanes[21]. Les missionnaires lui ont substitué le Christ et se sont eux-mêmes substitués aux chamanes.
- Mwono, un esprit maléfique des montagnes et des glaciers[23]. Il se manifeste par de terribles craquements, fait dévaler des pierres, de la terre, des arbres ou des blocs de glace et détruit tout sur son passage.
- Ayayema, un autre esprit du mal, mais qui ne s'en prend qu'à une personne ou une famille à la fois, dont il est le persécuteur obstiné, mais dont on peut se débarrasser en faisant appel à Alel-Cesislaber et à Ourkan[réf. nécessaire].
- Kawtcho, un géant qui chemine sous terre durant le jour, la faisant trembler, réapparait parfois la nuit et dégageant une odeur de pourriture. Les missionnaires ont rassemblé Mwono, Ayayema et Kawtcho dans la catégorie des démons.

## Économie

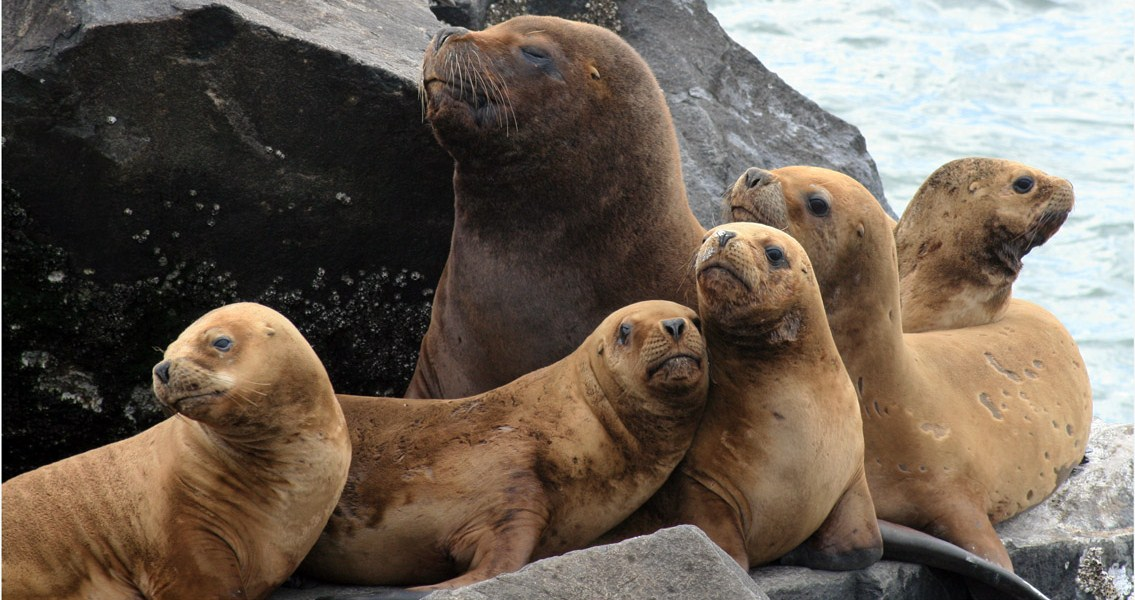
Otaries à crinière

Les Kawésqars, jusqu'au XXe siècle, étaient un peuple de nomades de la mer, chasseurs-pêcheurs-cueilleurs vivant au sein d'une économie de subsistance basée sur les produits de la mer, qui était aussi le fait d'autres tribus comme les Onas (ou Selk'nam), les Chonos, les Yamanas ou les Haus avec lesquels ils se sont parfois battus pour ces ressources. De par leur culture, les Kawesqkars n'ont jamais été agriculteurs et n'élevaient que des chiens.

## Population

Distribution des populations pré-hispaniques du Chili (selon une carte de langue espagnole, le nord étant à droite)

De par leur faible diversité génétique, les Kawésqars n'ont jamais été très nombreux, ne dépassant pas 5 000 personnes. Dans les années 1930, ils ont été sédentarisés sur l'île Wellington, dans la ville de Puerto Edén. De nos jours, très peu de Kawésqars non-métissés y subsistent. Le recensement chilien de 2002 a révélé que 2622 personnes s'auto-identifiaient comme Kawésqar (ceux pratiquant encore leur culture d'origine ou parlant leur langue maternelle). En 2006, seulement 15 personnes n'étaient pas encore métissées, mais toutes étaient chrétiennes de langue usuelle espagnole bien que des cours de kawésqar fassent partie du programme d'études local, et que quelques dizaines de personnes le comprennent.

### Tribus et langues kawésqars
Plusieurs tribus formaient le peuple kawésqar, et parlaient des variantes de la langue kawésqar : Adwipliin, Aksánas, Cálen, Caucahue, Enoo, Lecheyel, Taíjataf, Yequinahuere (Yequinahue).

### Présence occasionnelle en Argentine
Les Kawésqars vivaient sur le territoire actuel chilien mais, du fait du nomadisme, ils pouvaient fréquenter un secteur frontalier de l'Argentine, entre le lac Fagnano et la Andes fuégiennes. Ils n'établirent pas de campements permanents sur ces territoires, leur présence occasionnelle était due à des échanges avec les Onas, Tehuelches et Yamanas (avec ces derniers, quelques liens familiaux ont été créés). La bibliographie argentine inclut fréquemment les « Alacalufs » parmi les peuples originaires d'Argentine, même si leur présence n'a été que transitoire.

## Littérature

### Romans
- Saint-Loup, La nuit commence au cap Horn — Un génocide de droit divin, Avalon, Paris, 1986 [1ère éd. 1953], 314 p.  (ISBN 2-906316-01-6)

[Roman qui traite des tentatives d'évangélisation des peuplades par des missionnaires anglais, et de leurs conséquences, entraînant la quasi-disparition des autochtones, de 1850 à 1912].
- Qui se souvient des hommes... Jean Raspail, Robert Laffont, 1986  (ISBN 2-221-04559-9).
- Les Naufragés du Wager, roman de David Grann, Éditions du sous-sol, 2023.
- Les Braises de Patagonie, roman de Delphine Grouès, Éditions le cherche midi, 2025.

### Filmographie
- Le Bouton de nacre (2015), essai documentaire de Patricio Guzmán, partiellement sur les Selknam
- Ultima Patagonia (2019), film documentaire de Gilles Santantonio, diffusé par Arte.